# Peter Jefferson
Peter Jefferson I (29 février 1708 - 17 août 1757), était le père du président américain Thomas Jefferson II. Peter Jefferson était le fils de Thomas Jefferson I (1679-1731) et de Mary Field (1680-1715). Il est né à Osborne dans l'actuel comté de Chesterfield en Virginie ; il était le troisième fils d'une famille de six enfants. Il fit son éducation par lui-même car il n'a jamais été à l'école. Vers 1735, il acquiert un domaine qu'il appelle Shadwell, dans le comté d'Albemarle en Virginie. Il épousa Jane Randolph en 1739, fille du marchand Isham Randolph. Peter Jefferson bâtit un manoir à Shadwell et gagna bien sa vie. Il travailla comme arpenteur et réalisa une carte de la Virginie. Il mourut à Shadwell, mais l'emplacement de sa tombe reste inconnu.

## Liste de ses enfants
- Jane Jefferson (1740-1765)
- Mary Jefferson (1741-1811)
- Thomas Jefferson II (1743-1826)
- Elizabeth Jefferson (1744-1774)
- Martha Jefferson (1746-1811)
- Peter Field Jefferson (1748-1748)
- Fils sans nom (1750-1750)
- Lucy Jefferson (1752-1810)
- Anna Scott Jefferson (1755-1828)
- Randolph Jefferson (1755-1815)
- Peter Jefferson II (1757-1758; mort en enfance)
- Peter Jefferson III (1759-1760; aussi mort en enfance)